# Trifluoracetonitril
Trifluoracetonitril ist eine chemische Verbindung aus der Gruppe der Nitrile.

## Gewinnung und Darstellung
Trifluoracetonitril kann durch Dehydratisierung von Trifluoracetamid mit Trifluoressigsäureanhydrid in Pyridin bei Raumtemperatur oder in Tetrachlorkohlenstoff gewonnen werden. Diese Synthese wurde zuerst 1922 von Frédéric Swarts beschrieben.
Es kann auch durch Pyrolyse von 1,1,1-Trichlor-2,2,2-trifluorethan in Ammoniak bei 610 °C gewonnen werden.

## Eigenschaften
Trifluoracetonitril ist ein farbloses Gas, das praktisch unlöslich in Wasser ist. Als Feststoff besitzt es eine orthorhombische Kristallstruktur.

## Verwendung
Trifluoracetonitril kann zur Herstellung anderer chemischer Verbindungen (wie zum Beispiel 3-Trifluormethylisochinolin  oder 2,4-Bis(trifluormethyl)pyrimidine) verwendet.

## Externe Links zu erwähnten Verbindungen
1. ↑  Externe Identifikatoren von bzw. Datenbank-Links zu 3-Trifluormethylisochinolin:  CAS-Nr.: 101640-57-7, PubChem: 2752933, Wikidata: Q125547819.